# Entropa
Entropa je satirická plastika Davida Černého z roku 2009. V návaznosti na motto českého předsednictví v Radě Evropské unie „Evropa bez bariér“ byla prezentována s podtitulem Stereotypy jsou bariéry, které je třeba odstranit.

## Dílo
Plastiku s názvem Entropa vytvořil kontroverzní český umělec David Černý, kterého vláda České republiky pověřila vytvořením uměleckého díla v atriu budovy Justus Lipsius v Bruselu při příležitosti českého předsednictví v Radě Evropské unie. Dílo bylo v Bruselu instalováno 12. ledna 2009. Jeho pohyblivé a multimediální součásti byly aktivovány při formálním spuštění dne 15. ledna 2009, spuštění se účastnili mj. Alexandr Vondra, Milena Vicenová a autoři projektu David Černý, Tomáš Pospiszyl a Krištof Kintera.
Podle původně prezentovaného záměru mělo být dílo vytvořeno ve spolupráci 27 umělců a uměleckých skupin ze všech členských států EU; po dokončení díla ovšem vyšlo najevo, že skutečnými autory jsou Černý a jeho asistenti Tomáš Pospiszyl a Krištof Kintera, přičemž David Černý tvrdí, že se mu původní záměr sice nepodařilo naplnit, ale samotnou smlouvu s vládou neporušil.
Předsednictví Rady Evropské unie je založeno na rotačním systému, ve kterém se vlády jednotlivých členských států vždy po šesti měsících v předsednictví postupně střídají. Je zvykem, že předsedající země zajistí výzdobu budovy Justus Lipsius, ovšem ta je obvykle nekontroverzní. Francie, která předsedala unii před Českou republikou, vyzdobila budovu prostým balónem ve svých národních barvách.
Autoři díla jednali v lednu 2009 s pražským Národním divadlem o záměru umístit kopii díla na zeď Nové scény. Národní divadlo však v březnu 2009 od záměru ustoupilo.
Koncem dubna 2009 David Černý oznámil, že 10. května dílo předčasně odstraní na protest proti způsobu sesazení Topolánkovy vlády i na protest proti připravované vládě Jana Fischera. Datum odstranění plastiky souvisí s dohodnutým datem instalace nové vlády dne 9. května. Dočasně byla plastika přemístěna do Centra současného umění DOX v Praze-Holešovicích, kde byla od 11. června 2009 k vidění. Černý uvedl, že smlouva byla uzavřena na 1 Kč, kterou od vlády ještě nedostal, a také že případně je ochoten uzavřít dodatek ke smlouvě.
Na počátku září 2010 se dílo přemístilo do plzeňského Techmania Science Center jako stálá součást expozice o EU. Zde ji ke svým programům využívalo Europe Direct Plzeň, informační středisko spadající pod Evropskou komisi. V dubnu 2012 byla Entropa demontována s ohledem na probíhající totální rekonstrukci a rozšíření science centra a umístěna do depozitářů v Blovicích na Plzeňsku. Do Techmanie se plastika vrátila na jaře 2014.

## Téma
Plastika provokujícím způsobem zpracovává témata stereotypů spojovaných s každou ze zemí EU. Jejím podtitulem je Stereotypy jsou bariéry, které je třeba odstranit, což je v souladu s mottem českého předsednictví Evropa bez bariér. Podle slov Davida Černého Entropa „paroduje sociálně aktivistické umění, které balancuje na hranici rádoby kontroverzních útoků na národní charaktery a neutrálních výzdob oficiálních prostor“.

### Zobrazené země
Protože autor sám ani oficiální prezentace díla nepodávají žádné jasné informace o významu jeho jednotlivých součástí, je možné vyvozovat všemožné interpretace pro každý jednotlivý zobrazený stát a následující seznam v žádném případě není úplný.
- Belgie je prezentována jako napůl plná, napůl snědená krabice pralinek.
- Bulharsko je zobrazeno jako řada navzájem propojených „tureckých záchodů“;[14] spojují a osvětlují je trubky podobné neonovému světlu.
- Česko představuje LED displej ve zlatém rámu, na kterém jsou promítány kontroverzní výroky prezidenta Václava Klause. V manuálu je napsáno: „Je to NÁŠ prezident, zvolili jsme si ho, tak ho se slastí v duši ukažme světu. Je to kabrňák, nejen lyžař!“
- Dánsko je sestaveno z kostiček stavebnice Lego a dle některých názorů (zejména podle novináře Christensena z dánské tiskové agentury Ritzau, jehož názor byl zveřejněn na titulní stránce webu listu Jyllands-Posten[15]) je možné v uspořádání barevných kostiček spatřit kontroverzní karikaturu proroka Mohameda.[16][17] Černý to označil za „naprostou dezinterpretaci“ a prohlásil, že o Mohamedovu karikaturu v žádném případě nejde. V průvodním manuálu, kde jsou kostky Lega přirovnávány k pixelům digitální fotografie, se o Dánsku píše: „Vnímejme i my celkový obraz světa, nezabývejme se jednotlivými pixely, ale sledujme, do jakého celku se skládají.“ Pro Aktuálně.cz podal Černý do telefonu toto vysvětlení: „To, co je na fotce, byla jedna fáze projektu, teď je tam něco úplně jiného. Běžte si to tam vyfotit. Není to žádná karikatura, je to prostě Lego. Nezobrazuje to nic konkrétního. Já to ale neskládal, dělal to kamarád, měla to být myslím nějaká hora.“
- Estonsko je prezentováno pracovními nástroji založenými na srpu a kladivu – tato země kdysi zvažovala zákonem zakázat symboly komunismu.[18]
- Finsko je zobrazeno jako dřevěná podlaha, na které leží (zjevně opilý) muž s pistolí, představující si rozmanitá zvířata.[19] Černý vyobrazení Finska popsal jako „lovcovo delirium tremens v sauně“.[20]
- Francie je zahalena nápisem „GRÈVE!“ („STÁVKA!“).[14]
- Irsko je zobrazeno jako hnědé dudy ve tvaru irského ostrova, píšťaly dud vyčnívají v Severním Irsku, které je olysalé; dudy hrají každých pět minut hudbu.
- Itálie je zobrazena jako fotbalové hřiště s několika hráči, z nichž každý drží fotbalový míč. Budí dojem, jako by s míčem masturbovali. Na poslední chvíli Černý a spol. odstranili konkrétní jména hráčů.[21]
- Kypr, známý rozdělením na tureckou a řeckou část, je rozříznut na dvě půlky.
- Litva je řada panáčků podobných bruselské sošce Manneken Pis, močících směrem ke svým východním sousedům; proudy moči jsou představovány žlutými svítícími optickými vlákny.
- Lotyšsko je ukázáno jako hornatá země, v protikladu ke svému ve skutečnosti rovinnému povrchu.
- Lucembursko je zobrazeno jako zlatý nuget s nápisem „For Sale“ (anglicky „Na prodej“).[14]
- Maďarsko obsahuje Atomium sestavené ze svých typických zemědělských produktů melounů a uherských salámů a postavené na podlaze z papriky.
- Malta je maličký ostrůvek, jehož jedinou ozdobou je jeho pravěký obyvatel trpasličí slon; před slonem je umístěno zvětšovací sklo.
- Německo je soustavou navzájem propojených dálnic, kterou někteří popisují jako „trochu připomínající svastiku“,[14][22][23] ačkoliv toto tvrzení není všeobecně přijímáno[24] a Černý ho popřel. Spekulovalo se také, že bylo záměrem jimi vyjádřit číslo 18 jako neonacistický kryptogram pro Adolfa Hitlera. Auta na silnicích se pohybují.
- Nizozemsko zmizelo pod vodou, vyčnívá z něj pouze několik minaretů;[14] tato součást by údajně měla být doprovázena zvuky volání muezzinů.
- Polsko zastupují kněží zvedající duhovou vlajku hnutí za práva homosexuálů, podobným způsobem jako zvedali americkou vlajku američtí vojáci na ostrově Iwodžima.
- Portugalsko představuje krájecí prkénko se třemi kusy masa ve tvaru jeho někdejších kolonií Brazílie, Angoly a Mosambiku.
- Rakousko, známý oponent atomové energie, je zelené pole, kterému dominují chladicí věže atomové elektrárny;[25] čas od času z nich vychází pára.
- Rumunsko vypadá jako zábavní park ve stylu Drákuly,[14] který bliká a čas od času vydává strašidelné zvuky.
- Řecko je zobrazeno jako zcela vyhořelý les, což může být narážka na řecké lesní požáry z roku 2007 a nepokoje z roku 2008.[26]
- Slovensko je zobrazeno jako uherský salám (či lidské tělo svázané maďarskou trikolórou).
- Slovinsko je ukázáno jako skála, do které jsou vyryta slova first tourists came here 1213 (anglicky „první turisté sem přišli roku 1213“).
- Španělsko je zcela zalito betonem,[27] s míchačkou umístěnou v oblasti regionu La Rioja.
- Švédsko není zastoupeno svým skutečným obrysem, ale představuje jej velká nábytková krabice ve stylu IKEA, která obsahuje bojová letadla typu Gripen (dodaná Švédy české armádě).
- Velká Británie, známá svým euroskepticismem a relativní izolací od zbytku kontinentu, je „zahrnuta“ jako chybějící díl (a prázdné místo) v levé horní části plastiky.[14]

## Technické parametry
S plánováním konstrukce se začalo v únoru 2008, vlastní výroba plastiky trvala od května do prosince roku 2008. Výroba rámu a 22 korpusů zemí probíhala ve firmě VEDeX. Rám váží necelých šest tun a další dvě tuny váží zpodobnění jednotlivých zemí, ocelové konzole, elektroinstalace a další části. Výška a šířka celé konstrukce dosahuje velikosti 16,4 × 16,5 metrů a v Bruselu byla zavěšena na dvou objímkách s roztečí 15 m. Jako materiál pro rám a korpusy zemí byl zvolen skelný laminát. Složení a vztyčení skládačky v Bruselu probíhalo od 5. do 11. ledna 2009.

## Financování
Podle původní smlouvy měla česká vláda zaplatit za projektovou dokumentaci díla 1,9 milionu korun a dále měla zaplatit 1,2 milionu za půlroční pronájem díla. Přibližně deset milionů korun za realizaci díla měl zaplatit soukromý sponzor, uváděn byl podnikatel Zdeněk Bakala respektive společnost NWR. Když vyšlo najevo, že autorem celé plastiky je Černý, prohlásil Černý, že státní peníze nepoužil a je připraven vrátit je vládě zpět. Nakonec, přestože Černý podle svých slov smlouvu se státem neporušil, uzavřel s Úřadem vlády novou smlouvu, podle které má vrátit peníze od státu a za dílo dostane jednu korunu.

## Autorství díla
Podle dohody Davida Černého s českou vládou mělo na projektu spolupracovat celkem 27 výtvarníků ze všech členských zemí Unie. Již první den po instalaci (13. ledna) začala média spekulovat o autorství díla. Většina fiktivních umělců měla své internetové stránky  (připravili je Tomáš Pospiszyl, Krištof Kintera a Libor Svoboda). Kromě funkčních e-mailových adres byly ostatní informace nesprávné. Černý nakonec potvrdil, že dílo vytvořil jen se svými spolupracovníky, protože původní záměr se mu nepodařilo naplnit.
Za nedodržení dohody se vládě omluvil. V této souvislosti také prohlásil: „Groteskní nadsázka a mystifikace patří ke znakům české kultury a vytváření falešných identit je jednou ze strategií současného umění.“ Na informaci Černého o tom, že jde o mystifikaci, reagoval Alexandr Vondra krátkým prohlášením na stránkách českého předsednictví (eu2009.cz), kde mj. uvedl: „Jsem nepříjemně překvapen informací nyní potvrzenou autorem díla Entropa Davidem Černým, že na projektu Entropa se nepodílelo 27 autorů ze všech států EU.“

## Reakce na obsah a provedení
Ještě před oficiálním spuštěním se proti zobrazení Bulharska ohradilo bulharské ministerstvo zahraničí, požadovalo stažení díla a odeslalo protestní nótu vysokému představiteli EU pro společnou zahraniční a bezpečnostní politiku Javieru Solanovi. Český prezident Václav Klaus zaslal 14. ledna 2009 bulharskému prezidentovi dopis s omluvou, v němž napsal: „Tuto plastiku v žádném případě nepovažuji za vtipnou ani za povedenou. Její jedinou ambicí je šokovat a mystifikovat. Plně sdílím rozhořčení bulharských představitelů a mnohých občanů, kteří proti tomuto »uměleckému dílu« protestují.“ Na přání bulharských představitelů bylo vyobrazení Bulharska v noci z 19. na 20. ledna obaleno černým plátnem. V Bulharsku však vznikla také petice proti tomuto cenzurnímu zásahu. Bulharské noviny Trud 25. ledna „vrátily úder“, když vyobrazily Česko, jak na ně kálí voják Švejk. Nejmenovaná mládežnická organizace bulharských socialistů věnovala českému velvyslanci v Sofii Martinu Klepetkovi záchodovou mísu. Klepetko dárek přijal s humorem a podle agentury RIA Novosti se zeptal, zda tímto darem má nahradit kontroverzní část Entropy (podle bulharské agentury BTA se zeptal, zda do té mísy má hodit Černého dílo). Starostka přímořského města Balčik Nikolaja Angelovova pozvala Davida Černého na návštěvu, aby si opravil názory na Bulharsko. Autor komentáře v britském listu Guardian usoudil, že toalety jsou pravděpodobně v postkomunistických státech velmi citlivé téma, protože jinak by tak obrovské reakce nemohla plastika vyvolat.
Za Slovensko protestoval 15. ledna 2009 proti zobrazení své země ministr zahraničí Ján Kubiš. Ministerstvo zahraničí se s omluvou 16. ledna spokojilo a úpravy plastiky nepožadovalo, na nesmířlivém postoji však setrvali někteří představitelé Slovenské národní strany. Ministr školství Ján Mikolaj označil dílo za kýč.
Kromě zakrytí části zobrazujících Bulharsko bylo před spuštěním instalace upravováno zobrazení Dánska (aby kostičky Lega méně připomínaly karikaturu Mohameda) a Itálie (kde z postaviček fotbalistů zmizela jména). Černý při oficiálním spuštění odmítl, že by jméno umělkyně Susan Malberg Albertsen, která je uvedena jako autorka Dánska, mělo nějakou spojitost s žijící dánskou umělkyní a návrhářkou divadelních masek téhož jména.
Reakce českých politiků byly různé. Mirek Topolánek se v rozhovoru zmínil, že v soukromí se dílu směje tak jako ostatní, ale oficiálně vystupuje neutrálně. Martin Bursík pro Českou televizi prohlásil, že se mu dílo líbí. Ostře proti dílu se postavila europoslankyně Jana Bobošíková a žádala premiéra, aby se omluvil. Předseda ČSSD Jiří Paroubek 16. ledna řekl: „Pan Černý je nekonvenční, jeho dílo je nekonformní. Chybu bych nehledal v panu Černém, chyba byla ve způsobu výběru [díla]. … Teď čelí Česká republika kvůli nezodpovědnosti pana Vondry diplomatickým protestům.“ KSČM podle ČT24 požadovala odstoupení Alexandra Vondry a úplné odstranění díla.
Dne 15. ledna při oficiálním spuštění instalace se ministr Alexandr Vondra i výtvarník David Černý omluvili uraženým a slíbili, že pokud bude Bulharsko trvat na odstranění plastiky, bude plastika odstraněna nebo zakryta (o čtyři dny později byla skutečně zakryta). Alexandr Vondra však v projevu kladl důraz na svobodu tvůrčího uměleckého projevu a proti jeho cenzuře a konstatoval, že za poslední dva dny vyvolalo dílo spíše pozitivní reakce. Přitom řekl: „Předsudky odstraníme jen tehdy, pokud si je uvědomíme.“ Nejmenovaný novinář z Deutsche Welle označil záležitost za ohromný úspěch a Černého za vítěze dne.
Lidové noviny zmínily, že britský a francouzský tisk plastiku chválí: citován byl například výtvarný kritik agentury Bloomberg Martin Gayford, který řekl: „Černého dílo je mnohem zábavnější než většina současného umění.“ Anglické The Times označily údajně Entropu za „nádherně košilatý vtip.“ Podle komentáře britského listu Guardian je plastika velmi kontroverzní, ale zároveň z marketingového hlediska neskutečně úspěšná, protože málokterému uměleckému dílu se podaří dostat do hlavních zpráv po celé Evropě – ač není jisté, zda právě takto se Česká republika chtěla zviditelnit.

## Citace Entropy
Entropa je zobrazena na obálce druhého vydání Dějin sjednocené Evropy Václava Vebera (2009, edice Dějiny států Nakladatelství Lidové noviny).